# Epacris

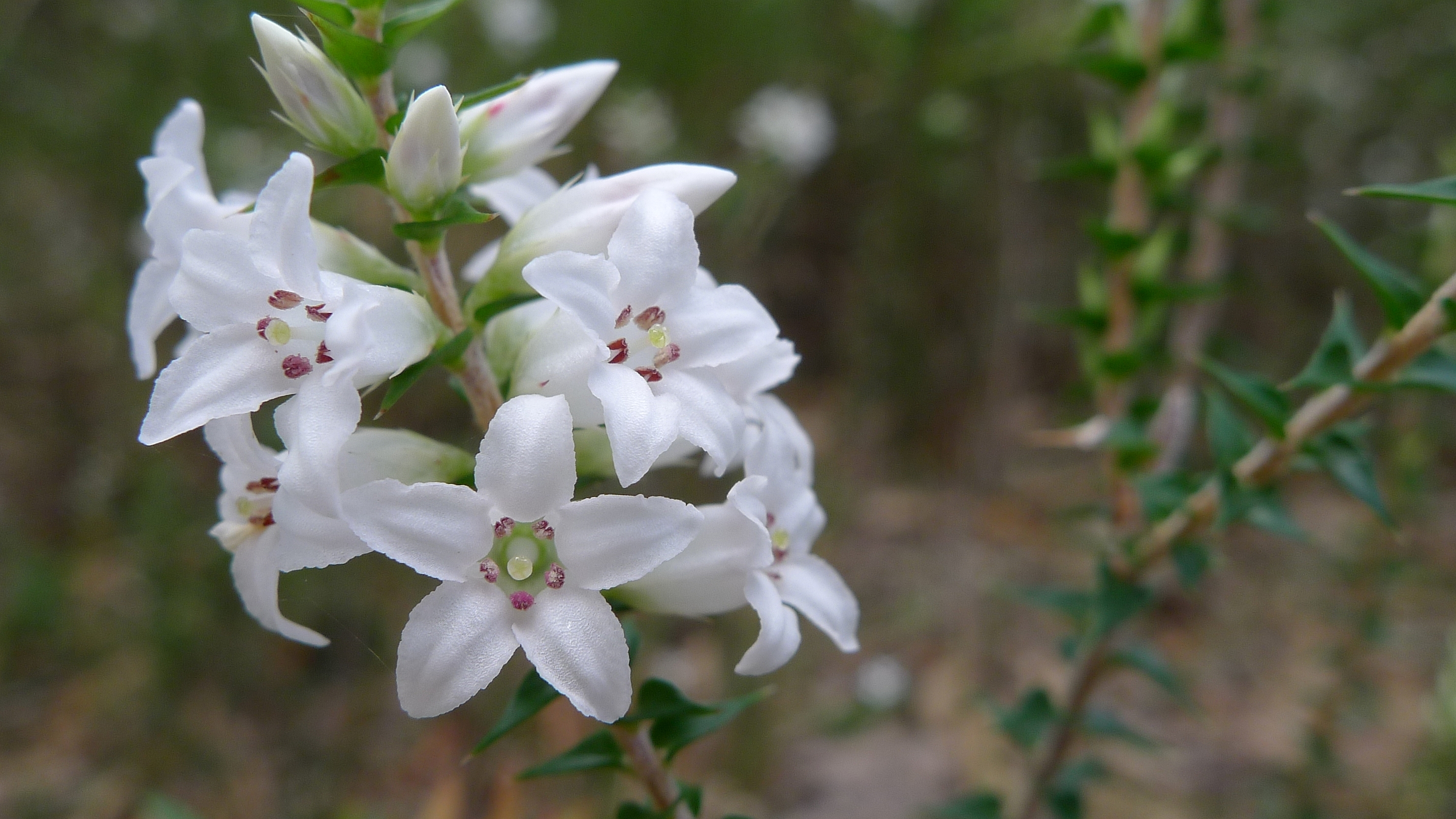
Epacris pulchella

Epacris – rodzaj roślin z rodziny wrzosowatych. Obejmuje ok. 40, według niektórych źródeł – 54 gatunki. Występują one we wschodniej i południowo-wschodniej Australii (wszystkie stany i terytoria wewnętrzne z wyjątkiem Terytorium Północnego i Australii Zachodniej), pojedyncze gatunki znane są także z Nowej Zelandii (E. alpina i E. pauciflora). Rodzaj podawany jest także z Nowej Kaledonii, jednak należący do nowokaledońskiej flory E. pauciflora uznawany jest tam za gatunek introdukowany lub prawdopodobnie introdukowany.
Rośliny mają oryginalny wygląd i atrakcyjne kwiaty, a także przyjemny zapach, podobny do kwiatów goździków. Szybko z Australii wprowadzone zostały do uprawy w Anglii, gdzie już w pierwszej połowie XIX wieku wyhodowano odmiany ozdobne, a w pierwszych latach XX wieku było ich znanych już ponad 70. Rośliny te uprawiane mogą być w łagodnym i ciepłym klimacie (do 9 strefy mrozoodporności).
Nazwa rodzajowa utworzona została z greckich słów επί (epi) – „na” i άκρης (akris) – „szczyt, krawędź” ze względu na porastanie przez te rośliny często szczytowych partii wzniesień.

## Morfologia

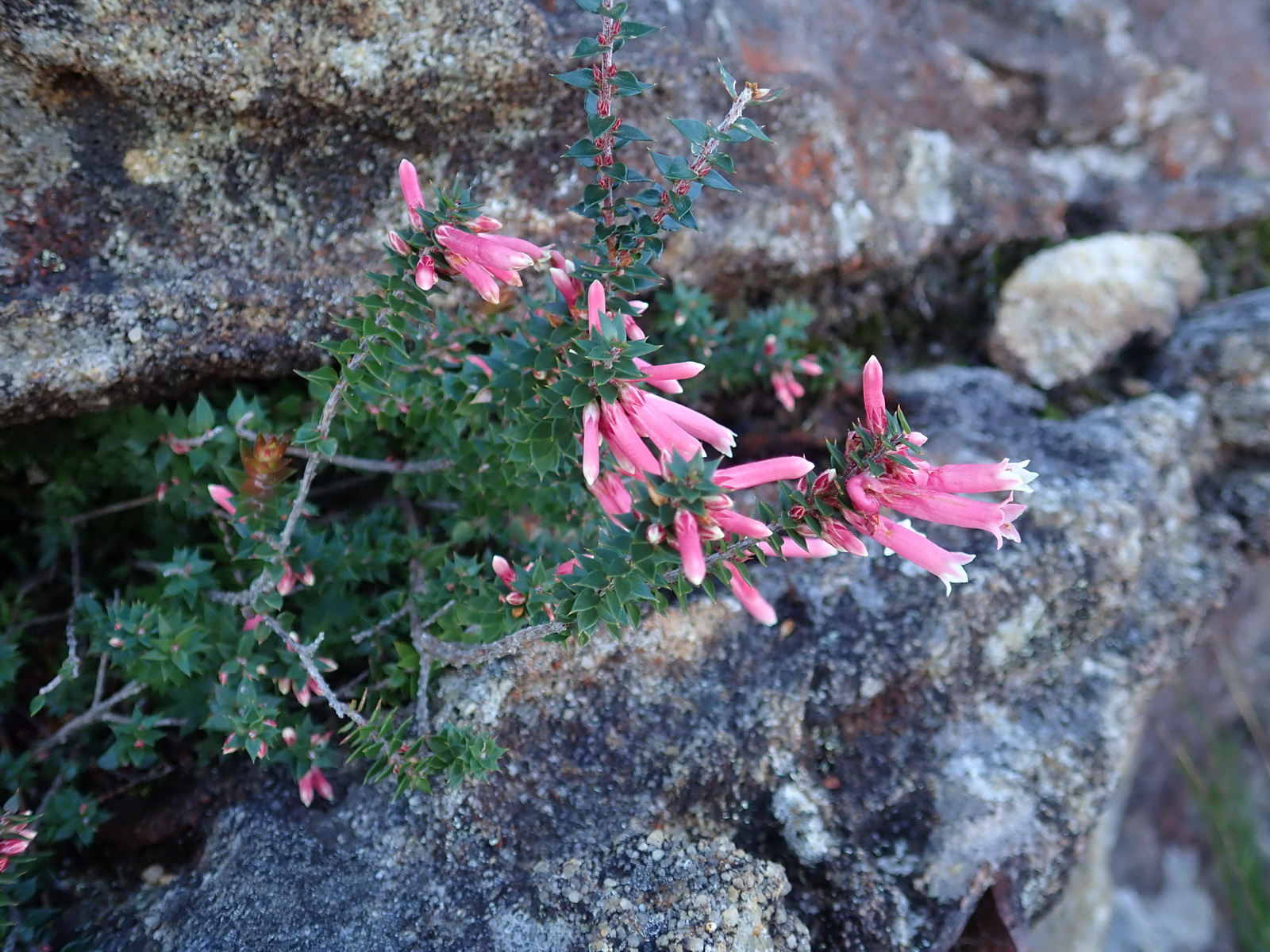
Epacris reclinata

PokrójKrzewy o pędach sztywnych, zwykle prosto wzniesionych i owłosionych.
LiścieKseromorficzne, drobne, często kłujące, gęsto osadzone, u niektórych gatunków obejmujące łodygę. Z reguły jednakowo zabarwione po obu stronach blaszki z równoległymi, nielicznymi żyłkami wiązek przewodzących.
KwiatyWyrastają pojedynczo w kątach górnych liści na krótkich szypułkach lub siedzące, z licznymi przysadkami stopniowo przechodzącymi w działki kielicha, które są wolne i zwykle orzęsione. Korona ma kształt walcowaty lub dzwonkowaty, z płatkami zrośniętymi i na końcach rozpościerającymi się, nagimi. Pręciki schowane są w rurce korony lub nieco tylko wystają z niej pylniki, ich nitki są krótkie (krótsze od pylników). Zalążnia górna, 5-komorowa, z przynajmniej kilkoma zalążkami w każdej, z szyjką słupka zwieńczoną drobnym lub główkowatym znamieniem.
OwocePodzielone na komory torebki.

## Systematyka
Rodzaj z plemienia Epacrideae Dumortier (1829) (jest dla niego typem nomenklatorycznym) z podrodziny Styphelioideae Sweet (1828) z rodziny wrzosowatych Ericaceae. W ujęciach wyodrębniających australijskie wrzosowate w osobną rodzinę Epacridaceae – do niej jest zaliczany.
Wykaz gatunków
- Epacris acuminata Benth.
- Epacris alpina Hook.f.
- Epacris apiculata A.Cunn.
- Epacris apsleyensis Crowden
- Epacris barbata Melville
- Epacris breviflora Stapf
- Epacris browniae Coleby
- Epacris calvertiana F.Muell.
- Epacris celata Crowden
- Epacris cerasicollona Crowden
- Epacris coriacea A.Cunn. ex DC.
- Epacris corymbiflora Hook.f.
- Epacris crassifolia R.Br.
- Epacris curtisiae Jarman
- Epacris decumbens (I.Telford) E.A.Br.
- Epacris exserta R.Br.
- Epacris franklinii Hook.f.
- Epacris glabella Jarman
- Epacris glacialis (F.Muell.) M.Gray
- Epacris gnidioides (Summerh.) E.A.Br.
- Epacris grandis Crowden
- Epacris graniticola Crowden
- Epacris gunnii Hook.f.
- Epacris hamiltonii Maiden & Betche
- Epacris heteronema Labill.
- Epacris impressa Labill.
- Epacris lanuginosa Labill.
- Epacris limbata Kr.J.Williams & F.Duncan
- Epacris lithophila Crowden & Menadue
- Epacris longiflora Cav.
- Epacris marginata Melville
- Epacris microphylla R.Br.
- Epacris moscalianus Crowden
- Epacris mucronulata R.Br.
- Epacris muelleri Sond.
- Epacris myrtifolia Labill.
- Epacris navicularis Jarman
- Epacris obtusifolia Sm.
- Epacris paludosa R.Br.
- Epacris pauciflora A.Rich.
- Epacris petrophila Hook.f.
- Epacris pilosa Crowden
- Epacris pinoidea Crowden & Menadue
- Epacris pulchella Cav.
- Epacris purpurascens Sims
- Epacris reclinata A.Cunn. ex Benth.
- Epacris rhombifolia (L.R.Fraser & Vickery) Menadue
- Epacris rigida Sieber ex Spreng.
- Epacris robusta Benth.
- Epacris serpyllifolia R.Br.
- Epacris sparsa R.Br.
- Epacris stuartii Stapf
- Epacris tasmanica W.M.Curtis
- Epacris virgata Hook.f.